# De Beers Diamond Jewellers
Pour les articles homonymes, voir Beer.
De Beers Diamond Jewellers est un joailler contemporain qui fut fondé en 2001 en tant qu’entreprise indépendante par LVMH - Moët Hennessy Louis Vuitton et De Beers SA, la première entreprise d’extraction et de commercialisation de diamants dans le monde. Le siège social se trouve à Londres. La société est désormais filiale exclusive de De Beers SA.

## Histoire
DBDJ ouvrit les portes de son magasin flagship en 2002. La société fut fondée sur un double héritage, avec les 120 ans d’expertise dans le monde des diamants du De Beers SA, et l'expérience en détail du groupe LVMH. Dès l’ouverture du premier magasin, la société s’est développée rapidement, et aujourd’hui a une présence dans plus de quinze pays. 
En Mars 2017, De Beers et LVMH ont annoncé le rachat par De beers SA de la part de De Beers Diamond Jewellers détenue par LVMH. 

## A Diamond is Forever
De Beers a été critique dans la montée en prestige du diamant dans le monde de la culture, de la mode et du luxe. En 1939, De Beers mit en œuvre une campagne marketing de la part de l’industrie du diamant avec l’agence de publicité, N.W. Ayer. En 1947 l’agence assigna le compte De Beers à une jeune rédactrice, Frances Gerety. À ce qu’on raconte, Gerety travaillait tard. Elle posa sa tête sur son bureau et cria, exaspérée, « Mon Dieu, veuillez m’envoyer un slogan », avant qu’elle trouve A Diamond is Forever. Advertising Age Magazine nomma le slogan le meilleur slogan publicitaire du siècle en 2000.